# الخدمة الصامتة
الخدمة الصامتة هي سلسلة مانغا يابانية نشرت في مجلة مورنينغ الأسبوعية في الفترة من 1988 حتى 1996 وتم جمعها في 32 تانكوبون.